# Globigerinita
Globigerinita es un género de foraminífero planctónico de la subfamilia Globigerinitinae, de la familia Candeinidae, de la superfamilia Globorotalioidea, del suborden Globigerinina y del orden Globigerinida. Su especie tipo es Globigerinita naparimaensis. Su rango cronoestratigráfico abarca desde el Rupeliense superior (Oligoceno inferior) hasta la Actualidad.

## Descripción
Globigerinita incluía especies con conchas trocoespiraladas globigeriformes; sus cámaras eran subesféricas a ovaladas; sus suturas intercamerales eran rectas o curvas, e incididas; su contorno ecuatorial era lobulado, y subcuadrado a subredondeado; su periferia era redondeada; su ombligo era pequeño y estrecho; su abertura principal era interiomarginal, umbilical, y rodeada por una labio grueso; en el estadio adulto, la abertura es tapada por una cámara ampulliforme tipo-bulla, la cual presenta aberturas marginales; presentaban pared calcítica hialina, microperforada, y superficie lisa o ligeramente pustulada.

## Discusión
Clasificaciones posteriores han incluido Globigerinita en la familia Globigerinitidae.

## Ecología y Paleoecología
Globigerinita incluye foraminíferos con un modo de vida planctónico (herbívoro), de distribución latitudinal cosmopolita, preferentemente templado, y habitantes pelágicos de aguas superficiales (medio epipelágico).

## Clasificación
Globigerinita incluye a las siguientes especies:
- Globigerinita clarkei
- Globigerinita glutinata
- Globigerinita incrusta
- Globigerinita minuta
- Globigerinita naparimaensis
- Globigerinita parkerae
- Globigerinita uvula

Otras especies consideradas en Globigerinita son:
- Globigerinita africana
- Globigerinita boweni
- Globigerinita bulloides
- Globigerinita ciperoensis
- Globigerinita echinata
  - Globigerinita echinata africana
- Globigerinita hardingae
- Globigerinita howei
- Globigerinita humilis
- Globigerinita iota
- Globigerinita pseudoharaingae †, de posición genérica incierta
- Globigerinita riveroae
- Globigerinita sextiapertura
- Globigerinita stainforthi
  - Globigerinita stainforthi praestainforthi
- Globigerinita turgida